# Achim
För andra betydelser, se Achim (olika betydelser).

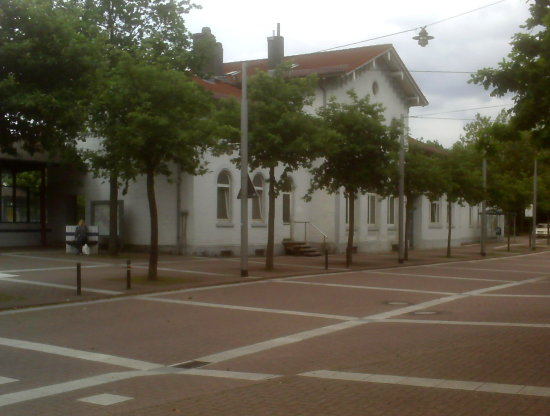
Järnvägsstationen

Achim, även kallad Achim bei Bremen, är en stad i nordvästra Tyskland, belägen i Landkreis Verden i Niedersachsen.  Staden ligger omedelbart sydost om gränsen till förbundslandet Bremen.
Achim har cirka 33 000 invånare, och tillhör Bremens storstadsområde.  Till ortens största industrier räknas bland andra husdjursfodertillverkaren Vitakraft.